# Гуэрра, Тонино
Тони́но Гуэ́рра (итал. Tonino Guerra; 16 марта 1920, Сантарканджело-ди-Романья — 21 марта 2012, там же) — итальянский поэт, писатель, сценарист и кинорежиссёр.

## Биография
Родился 16 марта 1920 года в небольшом городке Сантарканджело неподалёку от Римини. Окончил педагогический факультет университета Урбино. С юных лет он увлекался живописью. Рисовал акварелью и тушью.
В начале августа 1944 года после летней экзаменационной сессии он приехал домой. Но в тот же день его задержали как антифашиста и интернировали в лагерь для военнопленных в Германии. Чтобы отвлечь сокамерников от тоски по дому, он рассказывал им истории и читал стихи. Именно там он сам начал писать. Вернулся в Италию в 1945 году. В 1946 году окончил университет, переехал в Рим и некоторое время работал школьным учителем.
В 1950 году он получил литературную премию — за поэзию на романьольском языке (диалекте).
В этом же году женился на Паоле Гротти. В браке родились двое детей — Костанца и Андреа Гуэрра, ставший известным композитором.
С 1953 года Тонино Гуэрра пишет сценарии к фильмам, которые вошли в золотой фонд классики мирового кино. Он работал с режиссёрами Джузеппе Де Сантисом, Мауро Болоньини, Дамиано Дамиани, Марио Моничелли, братьями Тавиани. Для Микеланджело Антониони Тонино писал «Приключение», «Ночь», «Затмение», «Красная пустыня», «Фотоувеличение», «Забриски Пойнт», «Тайна Обервальда», «Идентификация женщины». Вместе со своим близким другом и земляком Федерико Феллини придумал пьесу «Амаркорд», которая позже превратилась в знаменитый фильм. Потом были «И корабль плывёт…» и «Джинджер и Фред».
Писал сценарии для таких выдающихся кинорежиссёров, как Федерико Феллини, Микеланджело Антониони, Андрей Тарковский («Ностальгия» и документальный фильм о поиске натуры к этому фильму «Время путешествия», в котором Гуэрра также выступил сорежиссёром), Франческо Рози и Тео Ангелопулос.
Дружил с Георгием Данелия, Юрием Любимовым, Александром Бруньковским, Беллой Ахмадулиной, Паолой Волковой, Валерием Плотниковым, Юрием Ростом, Рустамом Хамдамовым, Сергеем Параджановым.
По прозе Тонино Гуэрры Владимир Наумов снял «Белый праздник» и «Часы без стрелок».
Во второй половине 1970-х годов Антониони и Гуэрра обсуждали с Госкино СССР возможность съёмок полнометражного фильма-сказки «Бумажный змей» на территории одной из советских среднеазиатских республик, скорее всего в Узбекистане. Они приезжали для выбора натуры, однако в результате проект остался неосуществлённым.
Первым совместным проектом с известным российским мультипликатором Андреем Хржановским оказался «Лев с седой бородой», имевший невероятный успех у западных зрителей и критики, собравший множество фестивальных премий. С Хржановским же сняли фильм по рисункам Федерико Феллини «Долгое путешествие» и «Колыбельная для Сверчка», посвящённый 200-летнему юбилею Пушкина.
13 сентября 1977 года женился на гражданке Советского Союза Элеоноре Яблочкиной (род. 1940). Свидетелями на свадьбе были Андрей Тарковский и Микеланджело Антониони.
Когда они познакомились, то Гуэрра подарил Элеоноре птичью клетку, которую заполнил записками с фразами по-итальянски: «Если у тебя есть гора снега, держи её в тени», «Сегодня мне хочется говорить тебе круглые слова», «Когда я смотрю на тебя мельком, я смотрю на тебя по-настоящему». По его письмам Элеонора начала учить итальянский язык. Как настоящий поклонник муз, он дарил ей стихи. «Тонино может подарить мне глиняный античный черепок, этрусские бусы, старинное венецианское стекло. Слова. Воздух. Ароматы», — говорила его супруга. Когда Т. Гуэрра с Лорой приезжал в Москву, его регулярно приглашали на Высшие курсы сценаристов и режиссёров для проведения мастер-классов.
В Сантарканджело-ди-Романья в честь своего друга Федерико Феллини он открыл ресторан La Sangiovesa, который украсил своими рисунками. На стенах городских домов поэт развешивал керамические таблички с философскими изречениями, которые собирал всю жизнь. Стихи Тонино Гуэрры переведены на русский его близкой подругой Беллой Ахмадулиной.
Умер 21 марта 2012 года в возрасте 92 лет в родном городке Сантарканджело-ди-Романья, похоронен в Пеннабилли. Урну с его прахом замуровали в самой высокой точке сада, в стене, которая осталась с древних времён и ограждала замок герцога Малатеста.
В память о Тонино Гуэрре российский режиссёр Яна Тумина поставила на Малой сцене Большого театра кукол спектакль «Polverone», или «Солнечная пыль», на основе новелл из «Семи тетрадей жизни» Гуэрры.

## Фильмография
- 1956 — Люди и волки / Uomini e lupi
- 1958 — Дорога длиною в год / La strada lunga un anno
- 1958 — Ужасный Теодоро / Il terribile Teodoro
- 1959 — Кусочек неба / Un ettaro di cielo
- 1960 — Банда кокоток / Anonima cocottes
- 1960 — Приключение / L' Avventura
- 1961 — Ночь / La Notte
- 1961 — Убийца / L’assassino
- 1962 — Затмение / L’eclisse
- 1963 — Подвиги Геракла: Медуза Горгона / Perseo l’invincibile
- 1963 — Скука / La noia
- 1964 — Чудаки / I maniaci
- 1964 — Антисекс / Controsesso
- 1964 — Женщина — это нечто прекрасное / La donna è una cosa meravigliosa
- 1964 — Обнажённые часы / Le ore nude
- 1964 — Красная пустыня / Il Deserto Rosso
- 1964 — Брак по-итальянски / Matrimonio all’italiana
- 1964 — Давид и Саул / Saul e David
- 1965 — Десятая жертва / La decima vittima
- 1965 — Казанова 70 / Casanova '70
- 1965 — Великие командующие / I grandi condottieri
- 1966 — Ишия, операция любви / Ischia operazione amore
- 1966 — Феи / Le Fate
- 1966 — Фотоувеличение / Blow-up
- 1967 — Жила-была / C’era una volta…
- 1967 — Привидения по-итальянски / Questi fantasmi
- 1967 — Дикий глаз / L’occhio selvaggio
- 1967 — Неистовый / Lo scatenato
- 1968 — Тихое местечко за городом / Un tranquillo posto di campagna
- 1968 — Да, синьор / Sissignore
- 1968 — Любовники / Amanti
- 1968 — Удар солнца / Colpo di sole
- 1969 — Приглашённая / L’invitata
- 1969 — В поисках Грегори / In Search of Gregory
- 1970 — Люди против / Uomini contro
- 1970 — Подглядывающий / Giochi particolari
- 1970 — Забриски-пойнт / Zabriskie Point
- 1970 — Подсолнухи
- 1971 — Три из тысячи / Tre nel mille
- 1971 — Суперсвидетель / La supertestimone
- 1972 — Дело Маттеи / Il caso Mattei
- 1972 — Порядок есть порядок / Gli ordini sono ordini
- 1972 — Открытие самого большего подводного туннеля / Descubrimiento del mayor túnel submarino
- 1972 — Белый, красный и… / Bianco rosso e…
- 1973 — Амаркорд / Amarcord
- 1973 — Дон Лучано / Lucky Luciano
- 1973 — Тело для Франкенштейна / Flesh for Frankenstein
- 1974 — Разговаривайте с цветами / Dites-le avec des fleurs (Diselo con flores)
- 1975 — Сиятельные трупы / Cadaveri eccellenti
- 1976 — Сорок градусов под простынёй / 40 gradi all’ombra del lenzuolo
- 1978 — Дорогой Микеле / Caro Michele
- 1978 — Бабочка на плече / Un papillon sur l'épaule
- 1978 — Христос остановился в Эболи / Cristo si è fermato a Eboli
- 1979 — Дикие постели / Letti selvaggi
- 1981 — Три брата / Tre fratelli
- 1981 — Тайна Обервальда / Il mistero di Oberwald
- 1982 — Идентификация женщины / Identificazione di una donna
- 1982 — Время путешествия / Tempo di viaggio
- 1982 — Ночь святого Лоренцо / La notte di San Lorenzo
- 1983 — И корабль плывёт… / E la nave va
- 1983 — Ностальгия / Nostalghia
- 1984 — Хаос / Kaos
- 1984 — Путешествие на Китеру / Taxidi sta Kythira
- 1984 — Кармен / Carmen
- 1984 — Генрих IV / Enrico IV
- 1984 — Андрей Тарковский / Andrei Tarkovsky
- 1985 — Джинджер и Фред / Ginger E Fred
- 1986 — Пчеловод / O melissokomos
- 1986 — Профессия сценариста / Il mestiere dello sceneggiatore
- 1987 — Хроника объявленной смерти / Cronaca di una morte annunciata
- 1987 — Доброе утро, Вавилон / Good Morning, Babylon
- 1988 — Пейзаж в тумане / Topio stin omichli
- 1988 — Шелест воробьиных крыльев / Il frullo del passero
- 1989 — Забыть Палермо / Dimenticare Palermo
- 1989 — Бурро / Burro
- 1990 — И свет во тьме светит / Il sole anche di notte
- 1990 — У них всё в порядке / Stanno tutti bene
- 1990 — Странствие любви / Viaggio d’amore
- 1990 — Странная болезнь / Il male oscuro
- 1991 — Прерванный шаг аиста / To meteoro vima tou pelargou
- 1991 — Особенно по воскресеньям / La domenica specialmente
- 1993 — Голем: окаменевший сад
- 1994 — Белый праздник
- 1995 — Взгляд Улисса / To vlemma tou Odyssea
- 1995 — Лев с седой бородой
- 1995 — За облаками / Al di là delle nuvole
- 1997 — Перемирие / La tregua
- 1997 — Долгое путешествие
- 1997 — Тайна Марчелло
- 1998 — Путешествие к дому (ТВ) / Viaggio verso casa
- 1998 — Вечность и один день / Μια αιωνιότητα και μια μέρα
- 2001 — Маймыл / Maimil
- 2001 — Часы без стрелок
- 2003 — Собака, генерал и птицы / Le chien, le général et les oiseaux
- 2004 — Трилогия: Плачущий луг / Trilogia: To livadi pou dakryzei
- 2004 — Эрос / Eros
- 2005 — Баба азиз / Bab’Aziz
- 2006 — Длинный год / Um Ano Mais Longo
- 2007 — Джоконда на асфальте
- 2007 — Пыль времени
- 2009 — Всё путём / Everybody’s Fine

## Театральные постановки
- «Дождь после потопа» (автор сценария и режиссёр, для Лиликанского Большого театра, театр «Тень»).

## Награды и номинации

### Награды
- Кавалер Большого креста ордена «За заслуги перед Итальянской Республикой» (24 октября 2002 года)[14]
- Великий офицер ордена «За заслуги перед Итальянской Республикой» (2 июня 1995 года)[15]
- Орден Почёта (Россия, 14 марта 2010 года) — за большой вклад в развитие российско-итальянских культурных связей и популяризацию русского искусства за рубежом[16]
- Орден Дружбы (Россия, 16 марта 2000 года) — за большой вклад в укрепление дружбы и развитие культурных связей между Россией и Италией[17]
- Орден Почёта (Армения, 5 марта 2010 года) — за большой вклад в укрепление армяно-итальянских культурных связей, значительный вклад в мировой кинематограф, а также по случаю 90-летия со дня рождения[18][19]
- 2000 ─ Орден Чести (Грузия)[20]
- 1981 ─ Премия «Давид ди Донателло» за лучший сценарий: фильм «Три брата»
- 1984 ─ Премия «Давид ди Донателло» за лучший сценарий: фильм «И корабль плывет…»
- Зарубежный почётный член Российской академии художеств[21]
- 1984 ─ «Приз за лучший сценарий» Каннского кинофестиваля за фильм «Путешествие на Киферу».
- 1985 ─ Премия «Давид ди Донателло» за лучший сценарий: фильм «Хаос»
- 1995 — Почётный диплом за вклад в киноискусство (Московский международный кинофестиваль)
- 1997 ─ Премия «Золотой глобус» (Италия) за достижения в карьере[22]
- 2006 ─ Премия им. Сергея Параджанова Ереванского кинофестиваля «Золотой абрикос» «за вклад в мировой кинематограф»
- 2009 — Медаль имени Михаила Чехова (Дом русского зарубежья имени Александра Солженицына)
- 2010 ─ Лауреат премии «Звезда Театрала» в номинации «Звёздное притяжение»

### Номинации
- 1966 — Оскар — Лучший оригинальный сценарий — Казанова '70 (1965)
- 1967 — Оскар — Лучший оригинальный сценарий — Фотоувеличение (1966)
- 1976 — Оскар — Лучший оригинальный сценарий — Амаркорд (1973)